# Ölmanäs Segelsällskap
Ölmanäs SS är en seglarklubb som håller till i Tribunen i Gårda brygga, Åsa i Kungsbacka kommun. Klubben bedriver segelverksamhet under sommarhalvåret med instruktörer och tränare.
Klubben ordnar årligen segeltävlingen Ölmanäsdagen som är en publikvänlig tävling som är öppen för alla i klasserna optimistjolle, E-jolle, RS-Vision och Trissjolle. Seglingarna sker i Kungsbackafjorden som ligger innanför fyren Nidingen.
Klubben bedriver också seglarskola under ett antal veckor varje sommar, främst i juli.